# Тантов

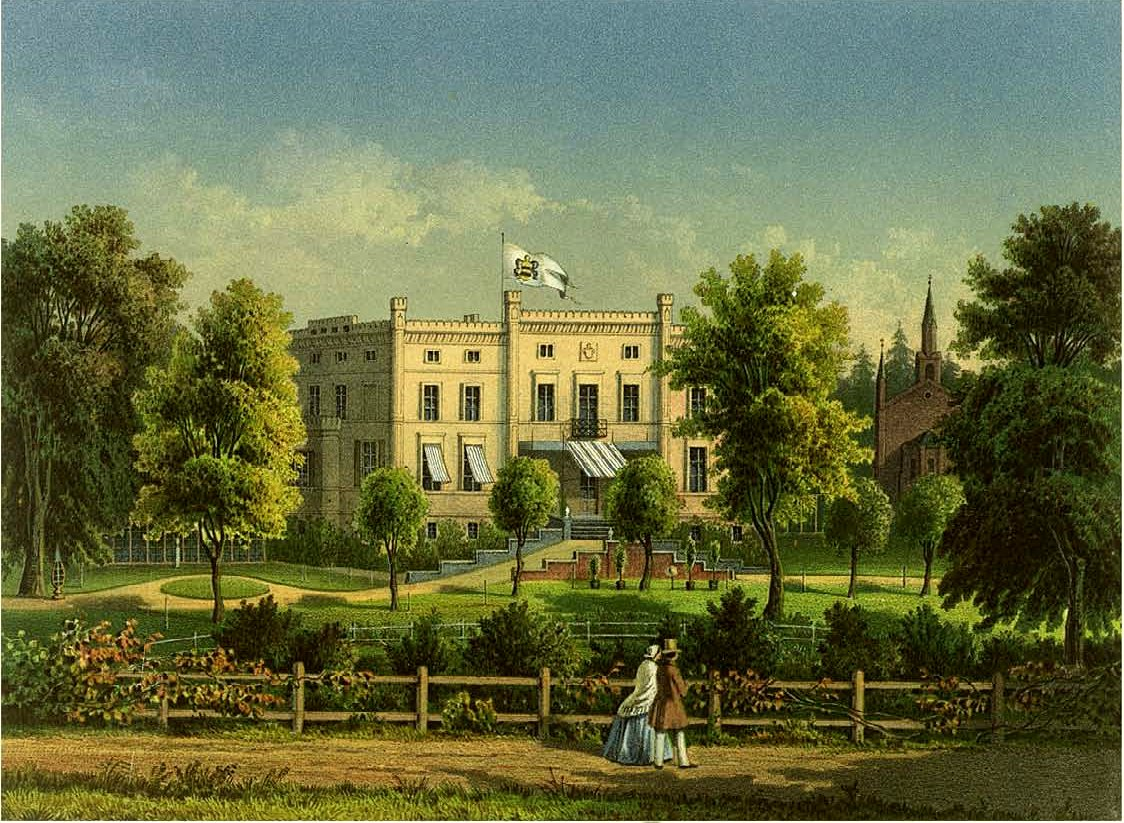
Замок Тантов у 1860, колекція Олександра Дункера

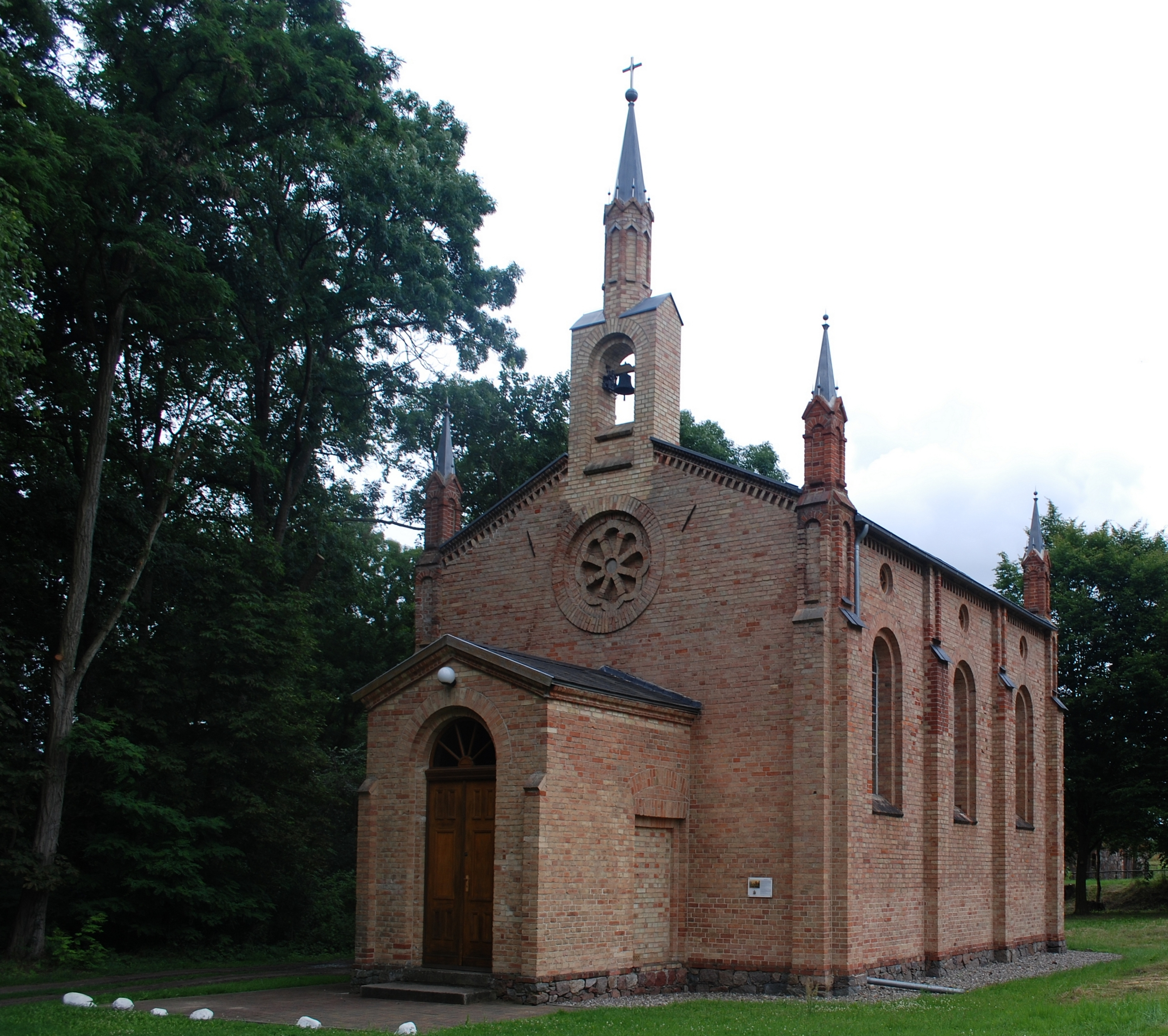
Церква

Танта (нім. Tantow) — громада у Німеччині, у землі Бранденбург. 
Входить до складу району Уккермарк. Підпорядковується управлінню Гарц (Одер). Населення - 776 мешканців (на 31 грудня 2010). Площа - 35,37 км². Офіційний код  — 12 0 73 565. 

## Населення
| Рік  | Населення |
| ---- | --------- |
| 2005 | 787       |
| 2010 | 755       |